# سندرم هاول- ایوانس
سندرم هاول- ایوانس (تیلوسیس) نوعی بیماری مادرزادی پوستی بسیار نادر است که از مهمترین ویژگیهای آن کراتوز پالموپلانتار ارثی، افزایش تولید عرق (هایپرهیدروز) و شیوع سرطان سلول سنگفرشی مری در بزرگسالی است. این بیماری اولین بار در سال ۱۹۵۴ توسط دو پزشک انگلیسی به نام‌های کلارک و مک کانل گزارش شد. اما نام این بیماری بر اساس نام نویسندهٔ مقاله‌ای (هاول ایوانس، Howel-Evans) که چند سال بعد، یعنی در سال ۱۹۵۸ میلادی منتشر شد، نهاده شد.

## شیوع
باافزایش سن شیوع سرطان مری در بیماران افزایش می‌یابد به گونه‌ای که در چهل سالگی حدود ۴۰ درصد از بیماران مبتلا هستند و تا هفتاد سالگی تقریباً همهٔ بیماران به سرطان مری مبتلا خواهند شد.

## عوامل ژنتیک
ژن مسئول این بیماری RHBDF2 است که در بازوی طولانی کروموزوم ۱۷ قرار دارد. این جهش در چند بیمار خانواده‌های فنلاندی، آلمانی، انگلیسی و آمریکایی مشاهده شده‌است. تصور می‌شود پروتیین RHBDF2 نقش مهمی در پاسخ اپیتلیال به آسیب در مری و پوست بازی کند. RHBDF2 در تنظیم ترشح چندین لیگاند از گیرنده فاکتور رشد اپیدرمال نقش دارد.

## تشخیص افتراقی
بیماریهای پوستی و ژنتیکی متعدد به عنوان تشخیص افتراقی مطرح می‌شوند، از جمله:
انواع کراتوزهای پوستی
سندرم هابر
پاکونیشی مادرزادی
تیروزینمی نوع دو

## درمان
درمان‌های پیشنهادی برای این بیماری بیشتر بر روی کاهش ضایعات کف دست و پا، کاهش تعریق و درمان سرطان مری تأکید دارند. نرم‌کننده‌ها و مرطوب‌کننده‌ها؛ رتینوییدی خوراکی و موضعی؛ مداخلات جراحی شامل حذف ضایعات پوست؛ استفاده از کراتولیتیک‌های موضعی، نرم‌کننده‌ها و مرطوب‌کننده‌ها؛ تزریق سم بوتولینوم برای کاهش تعریق؛ درمان سرطان مری بر اساس مرحلهٔ پیشرفت سرطان.